# VfR 08 Worms
VfR 08 Worms was een Duitse voetbalclub uit Worms, Rijnland-Palts.

## Geschiedenis
In 1908 werd FC Bavaria Worms opgericht dat datzelfde jaar nog de naam wijzigde in FC Union 1908 Worms. In 1912 promoveerde de club naar de B-Klasse Mittelrhein. Tijdens de Eerste Wereldoorlog sneuvelde meer als de helft van het team, dat hoofdzakelijk uit jonge voetballers bestond, die bij het uitbreken van de oorlog al het leger ingingen.  Na de oorlog bleven er zo weinig leden over dat een heroprichting van de club hopeloos leek. Men besloot dan ook te fuseren en koos voor Viktoria 1912, dat in het verleden tevergeefs gepoogd had om zich aan te sluiten bij de Zuid-Duitse voetbalbond. 
De fusieclub nam de naam VfR 08 Worms aan en met enkele goede spelers van Viktoria werd VfR een goede ploeg. In 1921 promoveerde de club naar de hoogste klasse van de Rijnhessen-Saarcompetitie, waar ook stadsrivalen FC Alemannia 05 en FV Wormatia speelden. Alemannia werd kampioen terwijl Wormatia zesde werd en VfR zelfs pas laatste. De supporters steunden vanzelfsprekend ook het meest Alemannia in de stad en zo kwamen Wormatia en VfR in financiële problemen waardoor ze besloten te fuseren tot VfR Wormatia Worms op 16 oktober 1922. 
De club stond ook bekend om zijn goed jeugdwerking. 